# Ранска пещера
Ранската пещера (на гръцки: Σπήλαιο Ερμακιάς) е пещера в планината Каракамен (Вермио) край кайлярското село Ранци (Ермакия), Гърция, дем Еордея, област Централна Македония. Пещерата е туристическа дестинация.

## Местоположение
Пещерата се намира в местността Мишка (Μίσκα) в западните склонове на Каракамен, на няколко километра западно от Ранци. Изследвана е от Гръцкото спелеологическо дружество и Янис Йоану в 1969 година. Тя е единствената в района на Кайлярско и една от малкото в Западна Македония.

## Описание
Пещерата  има малък вход и две камери 13 m и 20 m, както и много подкамери. Дълга е 50 m и има впечатляваща пещерна украса, сталактити, сталагмити, включително и огромни сталагмитни колони с височина до 6 m. Забележителното в пещерата е, че за разлика от много други пещери в Гърция, тя има уникално оцветяване - червено, сиво, жълто, бяло и бежово.
В пещерата е открита керамика от исторически времена.